# Helia dentata
Helia dentata är en fjärilsart som beskrevs av Walker 1865. Helia dentata ingår i släktet Helia och familjen nattflyn. Inga underarter finns listade i Catalogue of Life.